# Christopher Reitz
Christopher Reitz (* 3. April 1973 in Frankfurt am Main) ist ein ehemaliger deutscher Hockeyspieler des Rüsselsheimer RK, mit dem er im Jahr 2000 deutscher Vizemeister im Hallenhockey wurde.
Christopher Reitz stand zwischen 1992 und 2001 im Tor der deutschen Hockeynationalmannschaft und bestritt insgesamt 154 Länderspiele, 151 auf dem Feld und 3 in der Halle. Er nahm an drei Olympischen Spielen teil, 1992 in Barcelona – Goldmedaille, 1996 in Atlanta – 4. Platz – und 2000 in Sydney – 5. Platz. Außerdem spielte er bei der Feldhockey-Weltmeisterschaft der Herren 1994 und 1998, zwei Europameisterschaften im Feldhockey (1995, 1999) und sieben Champions Trophys (1994, 1995, 1996, 1997, 1998, 2000, 2001).
1992 wurde er mit der Sportplakette des Landes Hessen und dem Silbernen Lorbeerblatt, der höchsten sportlichen Auszeichnung in Deutschland, sowie auch dem Bambi, einem jährlich vom Burda-Verlag verliehener Medien- und Fernsehpreis, ausgezeichnet.

## Sportliche Karriere (international)
- 1992: 1. Platz Olympische Spiele (Barcelona)
- 1993: 1. Platz Junioren-Weltmeisterschaft (Terrassa)
- 1994: 2. Platz Champions Trophy (Lahore)
- 1994: 4. Platz Weltmeisterschaft (Sydney)
- 1995: 1. Platz Europameisterschaft (Dublin)
- 1995: 1. Platz Champions Trophy (Berlin)
- 1996: 4. Platz Olympische Spiele (Atlanta)
- 1996: 3. Platz Champions Trophy (Madras)
- 1997: 1. Platz Champions Trophy (Adelaide)
- 1998: 3. Platz Weltmeisterschaft (Utrecht)
- 1998: 6. Platz Champions Trophy (Lahore)
- 1999: 1. Platz Hallen-Europameisterschaft (Slagelse)
- 1999: 1. Platz Europameisterschaft (Padua)
- 2000: 2. Platz Champions Trophy (Amstelveen)
- 2000: 5. Platz Olympische Spiele (Sydney)
- 2001: 1. Platz Champions Trophy (Rotterdam)